# Motier de La Fayette

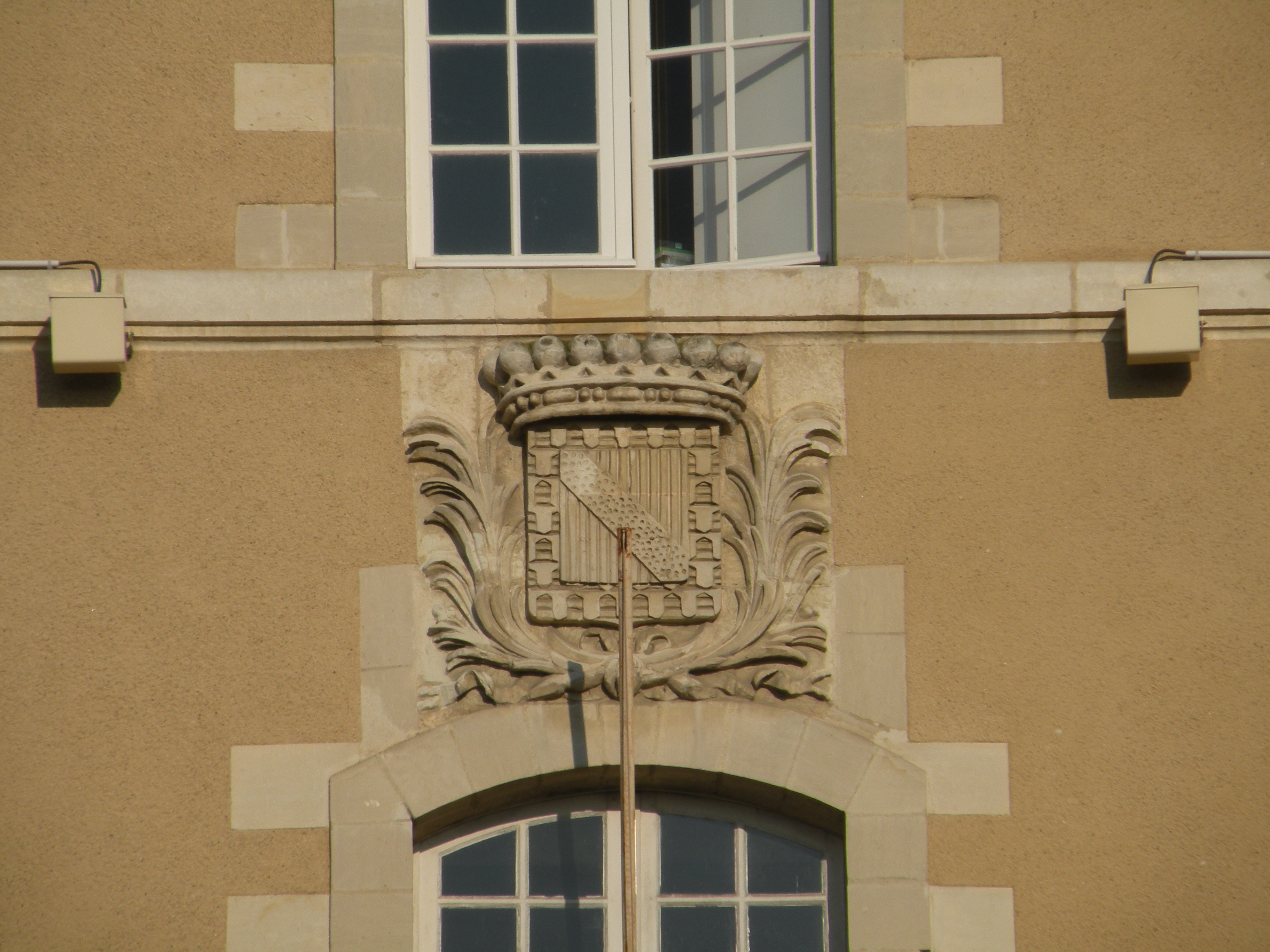
Stemma di Casa Motier de La Fayette sulla facciata del Palais Saint-Georges di Rennes

La Casata dei Motier de La Fayette è stata una famiglia nobile francese originaria dell'Alvernia, estintasi nel 1890, e il cui membro più illustre fu il marchese Gilbert de La Fayette, importante generale nella guerra d'indipendenza americana e nelle rivoluzioni francesi del 1789 e del 1830.
Il nome di "La Fayette" è talvolta scritto "Lafayette" in una sola parola, mentre "Motier" è talvolta preceduto da una particella, "de" o "du". Il predicato nobiliare arrivava dal castello di La Fayette ad Aix-la-Fayette in Alvernia, che la famiglia possedette per molti secoli.

## Genealogia parziale
Origini
Etienne de Motier de la Fayette (1170 - 1221) - sposò Gibeline de Montréal (1775 - ?):
1. Gilbert (1200 - ?):
  1. Pons (1220 - ?) - sposò Hélis Brun de Champétières (1222 - ?):
    1. Gilbert (c. 1260 - ?) - sposò Charlotte de Dienne (c. 1265 - ?):
      1. Gilbert (c. 1310 - 19 settembre 1356) - sposò Marguerite Catherine De La Roche-Tournoël:
        1. Guillaume (c. 1340 - c. 1383) - sposò Marguerite Catherine Brun du Peschin (1365 - dopo il 1383):
          1. Algaye (? - 1439) - sposò Béraud du Lac, signore di Montel: con discendenza;
          2. Gilbert (? - 22 febbraio 1464) - discendenti vedi sotto:
          3. Gilberte (1383 - dopo il 1414) - sposò Jean de Vassel (c. 1390 - ?): con discendenza;

    2. Alpine (c. 1260 - ?) - sposò Guillaume Brun du Peschin (1260 - ?): con discendenza;
    3. Pons - discendenti vedi sotto

### Linea di Gilbert Motier de la Fayette
Gilbert Motier de La Fayette (? - 22 febbraio 1464), maresciallo di Francia - sposò Dauphine de Montrognon de Salvert (1400 - 1422); sposò, vedovo, Jeanne de Joyeuse (1406 - 1467):
1. (I) Louise (? - dopo il 1467) - sposò Jean de la Roche-Tournel (? - 17 agosto 1424): con discendenza;
2. (II) Catherine (c. 1425 - ?) - sposò Hugues de Chauvigny de Blot (c. 1413 - dopo il 1480): con discendenza;
3. Antoine (1426 - 1480)
4. Gilbert (1427 - prima del 1527) - sposò Isabeau de Polignac (c. 1446 - ?):
  1. Antoine (5 giugno 1474 - 22 agosto 1537), signore de La Fayette - sposò Marguerite Gougeul de Rouville:
    1. Jean (? - 1561), signore di Hautefeuille - sposò Françoise de Montmorin, signora di Nades:
      1. Ysabeau (? - 1546)
      2. Claude (28 ottobre 1559 - 1612), signore di Hautefeuille, Nades e Espinasse - sposò Marie d'Alègre (c. 1565 - 1612):
        1. Jean (13 febbraio 1583 - 3 dicembre 1651), signore di Hautefeuille - sposò Margherita di Borbone-Busset:
          1. François (8 settembre 1616 - 26 giugno 1683), conte de la Fayette - sposò Marie Madeleine Pioche de La Vergne (16 marzo 1634 - 25 maggio 1693):
            1. Louis (5 marzo 1658 - 1729), conte di Nades e religioso
            2. René Armand (7 settembre 1659 - 12 agosto 1694), conte e poi marchese de La Fayette - sposò Marie Madeleine de Marillac (? - 1712):
              1. Armand (16 giugno 1690)
              2. Marie Madeleine (10 settembre 1691 - 1717) - sposò Charles Louis Bretagne de La Trémoille: con discendenza;

          2. Louise (8 novembre 1618 - 11 gennaio 1665), amante di Luigi XIII di Francia e religiosa
          3. François Charles (1 ottobre 1625 - 1652)

        2. Louise (1595 - ?)
        3. Catherine

    2. Marie (? - 1557)
    3. Louis (? - 24 settembre 1579) - sposò Anne de Vienne (1518 - 1540): 
      1. François (? - 1557)
      2. Jacqueline (1540 - 1616) - sposò Guy de Daillon du Lude (1530 - 1585): con discendenza;

    4. Antoinette - sposò Louis le Loup (dopo il 1480 - 1526): con discendenza;
    5. Marie Gilberte

  2. Anne (25 luglio 1475 - 1524) - sposò Louis Bompar de Lastic (? - 1520): con discendenza;
  3. Aimée (c. 1480 - 1539) - sposò François de Silly (? - 1524): con discendenza;
  4. Claire (1482 - dopo il 1552)
  5. François (1484 - 1524) - sposò Madeleine Sanguin:
    1. Claude (1520 - 1584) - sposò Marie de Suze:
      1. Madeleine - sposò François de Pas (? - 1590): con discendenza;
      2. Suzanne (1560 - 1590) - sposò Pierre Desfriches (1544 - 1584): con discendenza;

  6. Catherine (1493 - ?)
  7. Claude
  8. Catherine - sposò François de la Platière: con discendenza;
5. Anne - sposò François de Maubec Montlaur: con discendenza;
6. Charles (1425 - 1486) -

### Linea di Pons de Motier, signore di Champétières
Pons (prima del 1282 - prima del 1307) - sposò Hélips de Bouillé (? - dopo il 1307):
1. Béatrix (prima del 1305 - ?) - sposò Marin de Job, cavaliere
2. Gilles (? - prima del 1353) - sposò Jeanne de Montravel (prima del 1306 - ?):
  1. Gilles II (? - dopo il 1364) - sposò Gaillarde de Laire (prima del 1333 - ?):
    1. Guillaume (? - prima del 1419) - sposò Catherine de La Garde (prima del 1374 - ?):
      1. Marcellin (? - dopo il 1450) - sposò Leone de Vassel (prima del 1420 - ?):
        1. Claude
        2. Gabriel
        3. Jehan (dopo il 1460 - ?) - sposò Catherine de Fougères:
          1. Anne
          2. Marie
          3. Jeanne
          4. Martin (? - dopo il 1532) - sposò Claude de Bauzat (? - dopo il 1548):
            1. Marcellin II (? - dopo il 1585) - sposò Catherine de la Barge:
              1. Jehan II (? - dopo il 6 agosto 1596), governatore di Monistrol - sposò Anne de Montmorin (prima del 1560 - prima del 1603); sposò poi, vedovo, Jeanne de Polignac (1561 - ?):
                1. (I) Jehan (? - 30 marzo 1646), signore di Vissac - sposò Gabrielle de Murat (prima del 1600 - dopo il 1633):
                  1. Antoinette (prima del 1620 - prima del 1692)
                  2. Charles (1630 - dopo il 1675), signore di Vissac e du Bousquet - sposò Marie de Pons de la Grange (prima del 1635 - dopo il 1675):
                    1. Edouard François (21 novembre 1669 - 9 gennaio 1740), capitano dei dragoni del re - sposò Marie Catherine de Chavagnac (? - 20 aprile 1772):
                      1. Louise Charlotte (1720 - 6 maggio 1811) - sposò Jacques de Chavagnac
                      2. Michel Louis Christophe Roch Gilbert (1730 - 1 agosto 1759) - sposò Julie Marie Louise de la Rivière (1737 - 3 aprile 1770):
                        1. Gilbert Motier de La Fayette - discendenti vedi sotto

                    2. Louise (? - 1737)
                    3. Madeleine (1675 - ?)

                  3. Madeleine (prima del 1633 - dopo il 1668) - sposò Claude de Clavières, barone di Saint-Agrève: con discendenza;

                2. Charles (? - dopo il 2 dicembre 1633) - sposò Anne Itier de Géorand (prima del 1585 - dopo il 1620):
                  1. Jean Gabriel (1620 - ?) - sposò Marie de Raymond de Modène (prima del 1635 - 12 gennaio 1689):
                    1. Catherine
                    2. Gabrielle (1650 - 20 febbraio 1721) - sposò Melchior II de Vogue (prima del 1645 - 1706): con discendenza;

                  2. Jeanne Catherine (? - dopo il 1666)

                3. Antoinette (c. 1580 - ?)
                4. (II) Charlotte (c. 1603 - dopo il 1616) - sposò Hugues de Fontanges

              2. Claude

            2. Thomas
            3. Jean
            4. Aymare
            5. Claude
            6. Susanne

        4. Elise

      2. Guérine
      3. Jeanne
      4. Marguerite

    2. Guérine (dopo il 1354 - ?) -

#### Linea di Gilbert du Motier de La Fayette
Gilbert Motier de La Fayette (6 settembre 1757 - 20 maggio 1834) - sposò Marie Adrienne Françoise de Noailles (2 novembre 1759 - 24 dicembre 1807):
1. Anastasie Louise Pauline (1 luglio 1777 - 24 febbraio 1863) - sposò Charles de Fay de la Tour-Maubourg (8 settembre 1774 - 17 febbraio 1846)
2. Georges Washington, marchese (24 dicembre 1779 - 30 dicembre 1849), parlamentare francese e deputato dal 1827 al 1848 - sposò Françoise Emilie Destutt de Tracy (5 ottobre 1780 - 16 dicembre 1860):
  1. Natalie (22 maggio 1803 - 16 maggio 1878) - sposò Adolphe Périer (25 dicembre 1802 - 1862)
  2. Charlotte Mathilde (7 maggio 1805 - 12 aprile 1886)
  3. Clémentine (27 maggio 1809 - 4 agosto 1886) - sposò Gustave Auguste Bonnin de la Bonninière de Beaumont, conte (16 febbraio 1802 - 30 marzo 1866): con discendenza;
  4. Oscar Thomas Gilbert, marchese e senatore (20 agosto 1815 - 26 marzo 1881) - sposò Nathalie Bureau de Pusy (3 gennaio 1828 - 22 marzo 1850):
    1. Georges (22 marzo - 27 marzo 1850)

  5. Edmond François (11 gennaio 1818 - 11 dicembre 1890), senatore
3. Virginie Antoinette Marie (17 settembre 1782 - 21 luglio 1849), dama di compagnia di Maria Amalia di Borbone-Due Sicilie - sposò Louis de Lasterye du Saillant (13 ottobre 1781 - 4 dicembre 1826), colonnello: con discendenza;

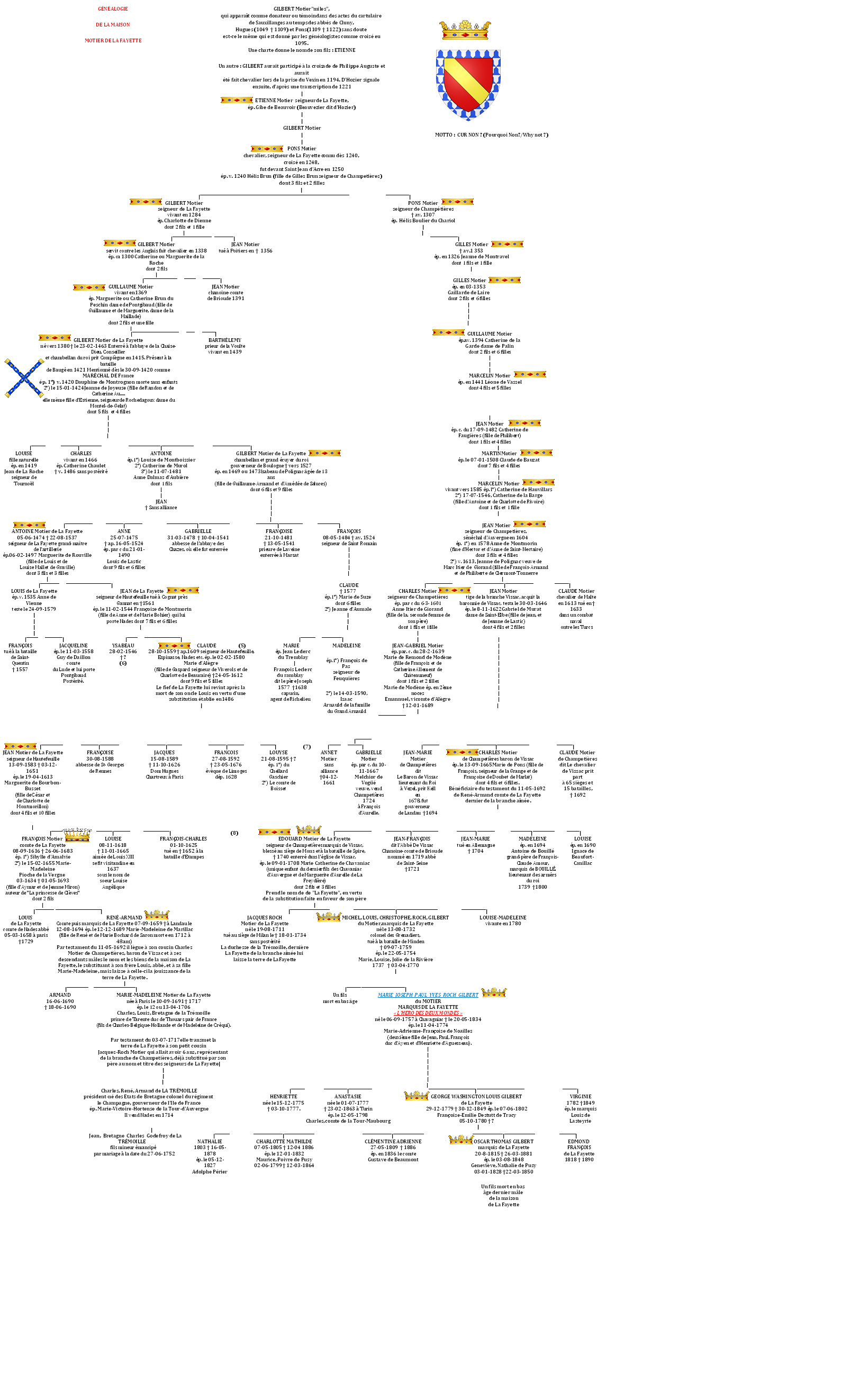